# Joseph Dempsey
Joseph Francis Dempsey (12 ottobre 1875 – Filadelfia, 7 agosto 1942) è stato un canottiere statunitense.
Dempsey partecipò ai Giochi olimpici di Saint Louis 1904 con la squadra Vesper Boat Club nella gara di otto, in cui conquistò la medaglia d'oro.

## Palmarès
In carriera ha conseguito i seguenti risultati:
- Giochi olimpici

St. Louis 1904: oro nell'otto.